# Xã Fort Russell, Quận Madison, Illinois
Xã Fort Russell (tiếng Anh: Fort Russell Township) là một xã thuộc quận Madison, tiểu bang Illinois, Hoa Kỳ. Năm 2010, dân số của xã này là 9.146 người.